# Inspektion (Behörde)
Eine Inspektion als Institution ist im deutschsprachigen Raum eine Behörde mit Überprüfungs- oder Aufsichtsaufgaben. 
Beispiele hierfür sind:
- die Polizeiinspektion oder
- die Technische Inspektion
- die Hygieneinspektion
- die Armee-Inspektion.

Manche Behörden unterhalten einen Inspektionsdienst, der vor allem im Außendienst Dienstaufsicht führt.